# Željana Listes
Željana Listes (Spalato, 7 luglio 1966) è un'ex cestista jugoslava.

## Carriera
Con la Jugoslavia ha disputato due edizioni dei Campionati europei (1985, 1989).